# Lucie Fagedet
Lucie Fagedet (* 5. Dezember 2000 in Paris) ist eine französische Filmschauspielerin.

## Leben
Lucie Fagedet kam bereits als Kind zur Ausbildung an die Schauspielschule Cours Florent. Ab 2013 spielte sie in der Familienserie Parents mode d’emploi als Tochter „Laëtitia“ mit. International wurde sie mit der Rolle der Tochter „Emma“ in Birnenkuchen mit Lavendel bekannt. 

## Filmografie (Auswahl)
- 2013–2018: Parents mode d’emploi (Fernsehserie, ? Folgen)
- 2015: Birnenkuchen mit Lavendel (Le goût des merveilles)
- 2016: Maman a tort
- 2017: Die Poesie der Liebe (Mr & Mme Adelman)
- 2020: Voir le jour
- 2020–2021: Skam France (Fernsehserie)